# Franciszek Rząsa
Franciszek Rząsa (ur. 15 grudnia 1942 w Łowisku, zm. 3 października 2020 w Przemyślu) – polski duchowny rzymskokatolicki, doktor filozofii, wykładowca przedmiotów filozoficznych w Instytucie Teologicznym w Przemyślu przy Wyższym Seminarium Duchownym w Przemyślu oraz Sandomierzu. Twórca Ruchu Apostolstwa Młodzieży w Archidiecezji Przemyskiej. Pomysłodawca postawienia krzyża na Tarnicy i wielu innych inicjatyw na terenie Archidiecezji. Założyciel Fundacji Pomocy Młodzieży „Wzrastanie”. 17 listopada 1991 został mianowany Kapelanem Jego Świątobliwości.

## Życiorys
Urodził się 15 grudnia 1942 r. w Łowisku w powiecie niżańskim. Został ochrzczony 26 grudnia w kościele parafialnym w Górnie. W czerwcu 1967 r. otrzymał święcenia kapłańskie z rąk ks. bp. Bolesława Taborskiego. Pracował jako wikariusz w Polańczyku i Słocinie. Następnie podjął studia filozoficzne na Katolickim Uniwersytecie Lubelskim, zwieńczone doktoratem. Był wykładowcą w Wyższym Seminarium Duchownym w Przemyślu oraz Sandomierzu. Był twórcą duszpasterstwa dla studentów Akademii Rolniczej w Zalesiu k. Rzeszowa oraz diecezjalnym duszpasterzem młodzieży i twórcą Ruchu Apostolstwa Młodzieży w Archidiecezji Przemyskiej w 1984 r. Z jego inicjatywy powstawały kolejne ośrodki rekolekcyjne dla młodych.
Zainicjował m.in. pierwszą Drogę Krzyżowa na Tarnicę, pielgrzymki z diecezji przemyskiej na Jasną Górę. Był proboszczem w Sośnicy Jarosławskiej i Brzozowie oraz dziekanem dekanatu brzozowskiego. Został pierwszym dyrektorem Ośrodka Kultury i Formacji Chrześcijańskiej w Jarosławiu (Opactwo), rozpoczynając w tym miejscu m.in. praktykę rekolekcji ignacjańskich. Wraz z pątnikami ustawił na Tarnicy 7-metrowy krzyż (wcześniej zainicjował tu umieszczenie mniejszego, drewnianego krzyża).
W 1991 r. założył Fundację Pomocy Młodzieży „Wzrastanie”, mającej na celu pomoc dla wymagających szczególnej opieki osób dorosłych i starszych. W 2003 r. w budynkach przy ul. Sanowej w Jarosławiu, oficjalnie otworzył schronisko dla bezdomnych mężczyzn. W miejscu tym, nazwanym Przystanią Matki Bożej Jasnogórskiej, zaczęła się też budowa kaplicy Matki Bożej Bolesnej oraz rozbudowa schroniska (obiekty zyskały nazwę Centrum Charytatywnego). W 2012 r. otwarty został Zakład Opiekuńczo-Pielęgnacyjny, a w 2017 r. Hospicjum im. św. Jana Pawła II. Cały zespół ośrodków przyjął wspólną nazwę: Dom Ulgi w Cierpieniu im. św. Jana Pawła II.